# Звукоизоляционная панельная система

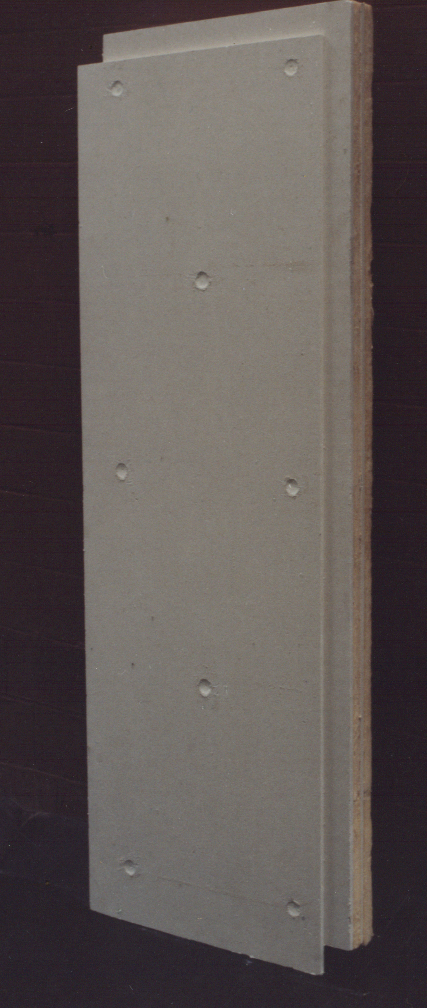
Сэндвич-панель ЗИПС

Звукоизоляционная панельная система (сокращенно — ЗИПС) — род сэндвич-панелей. Используется для снижения уровня воздушного и ударного шума при использовании в качестве вспомогательной звукоизоляции.

## Описание
Панель ЗИПС состоит из комбинации плотных (гипсоволокнистый лист) и легких слоев (минеральная и/или стеклянная вата) различной толщины. Толщина звукоизолирующей панели и количество слоев может изменяться в зависимости от требований конкретной акустической задачи (от 40 до 130 мм и от двух до шести слоев). Панель состоит из двух листов ГВЛ в комбинации с минеральным волокном. В панель встроены виброузлы, которые служат для ее крепления к несущей конструкции и для устранения звуковых мостиков.

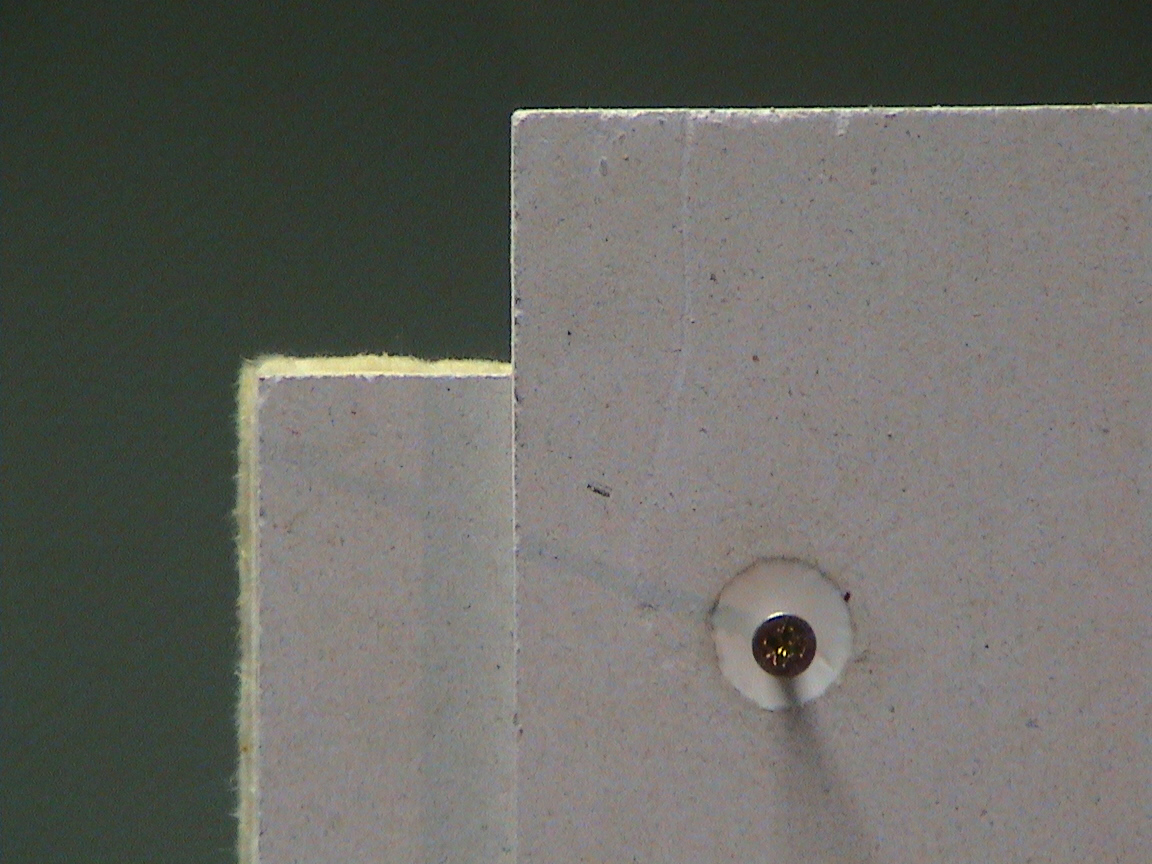
Виброузел сэндвич-панели ЗИПС

## Применение
ЗИПС панели могут использоваться для дополнительной звукоизоляции стен в помещениях с шумами средней интенсивности и дают оптимальный результат в комплексе с решениями по звукоизоляции потолка. Может использоваться в помещениях многоквартирных и частных жилых домов, а также в офисах и торговых залах.
Бескаркасной системой подвесного потолка, нередко применяемой на практике, является система ЗИПС — звукоизолирующая панельная система. Она состоит из сэндвич-панелей и финишных листов утяжеленного гипсокартона. Сэндвич-панели крепятся непосредственно к перекрытию через виброузлы, а гипсокартон прикрепляется к сэндвич-панелям саморезами. Стыковка панелей друг с другом производится по типу паз-гребень.

## Принцип работы
Устройство работает следующим образом.
Акустические колебания, исходящие от поверхности, проходя через каждый слой каждой двуслойной пластины, частично отражаются от них и частично поглощаются ими, снижая энергию акустических колебаний от пластины к пластине. Основными элементами, поглощающими поток энергии акустических колебаний, являются вторые слои, выполненные из звукопоглощающего материала. Основными элементами, отражающими поток энергии акустических колебаний, являются первые слои, выполненные из материала с высокой плотностью. Отверстия, выполненные в двухслойных пластинах при их изготовлении и заранее заполненные вибропоглощающим (с высоким коэффициентом потерь энергии акустических колебаний) материалом, обеспечивают возможность крепления устройства к поверхности с высокой степенью виброразвязывания поверхности и устройства. Использование в двухслойных пластинах первых слоев различной толщины приводит к ослаблению резонансных явлений на частотах собственных колебаний эти слоев. Аналогичный эффект достигается использованием в двухслойных пластинах вторых слоев различной толщины. Дополнительное ослабление амплитуды колебаний на частотах волнового совпадения достигается повышением коэффициента акустических потерь всего устройства за счет применения звукопоглощающего материала.
Выполнение первого слоя двухслойной пластины, наиболее удаленной от поверхности, из двух подслоев, смещенных друг относительно друга, дает возможность повысить звукоизоляцию за счет перекрытия сквозных щелей между соседними устройствами при их монтаже на поверхности, площадь которой превышает площадь одного слоя двухслойной пластины. Одновременно достигается более ровное сопряжение соседних устройств.
Использование во втором слое вкраплений повышенной плотности понижает деформативность устройства в направлении нормали к поверхности от внешних нагрузок.
В разработанной конструкции минимизированы причины снижения дополнительной звукоизоляции, характерные для существующих строительных конструкций, применяемых для аналогичных целей. Крепление бескаркасной облицовки к ограждению осуществляется посредством точечных связей виброизолирующих узлов. К прилегающим: поверхностям (пол, боковые стены, потолок) торцы панелей ЗИПС примыкают через виброизолирующие прокладки. Чередующиеся тонкие звукоизоляционные и более толстые звукопоглощающие слои панелей склеены между собой, что обеспечивает дополнительный эффект снижения прохождения звука в области частот волнового совпадения жестких слоев облицовки.